# Copa Brasil de Futebol Infantil de 2010
A Copa Brasil de Futebol Infantil de 2010 foi a 15.ª edição da "Copa Votorantim", tradicional competição de futebol masculino para atletas com até 15 anos de idade do Brasil. Organizada pela Prefeitura Municipal de Votorantim, a competição foi disputada na cidade entre 9 e 16 de janeiro por 18 equipes. Na decisão, o Grêmio conquistou o título ao derrotar o Palmeiras pelo placar mínimo.

## Primeira fase
Na primeira fase, os dezoito clubes participantes foram divididos em quatro grupos (dois grupos com quatro equipes e dois grupos com cinco equipes). Após três rodadas, classificaram-se os dois primeiros colocados de cada grupo. Esta fase iniciou-se em 9 de janeiro, encerrando-se três dias depois.

## Fase final
As equipes vencedoras estão marcadas em negrito.
|  | Quartas de final         | Quartas de final         |                          |       | Semifinais | Semifinais |  |  | Final | Final |
|  |                          |                          |                          |       |            |            |  |  |       |       |
|  | 12 de janeiro - 09h00min |                          |                          |       |            |            |  |  |       |       |
|  |                          |                          |                          |       |            |            |  |  |       |       |
|  | Grêmio                   | 2                        |                          |       |            |            |  |  |       |       |
|  | Grêmio                   | 2                        | 14 de janeiro - 15h30min |       |            |            |  |  |       |       |
|  | Coritiba                 | 0                        |                          |       |            |            |  |  |       |       |
|  | Coritiba                 | 0                        | Grêmio                   | 2     |            |            |  |  |       |       |
|  | 12 de janeiro - 10h30min |                          | Grêmio                   | 2     |            |            |  |  |       |       |
|  |                          | Atlético Mineiro         | 0                        |       |            |            |  |  |       |       |
|  | Internacional            | Atlético Mineiro         | 0                        | 1 (3) |            |            |  |  |       |       |
|  | Internacional            |                          | 16 de janeiro - 17h00min | 1 (3) |            |            |  |  |       |       |
|  | Atlético Mineiro (pen)   | 1 (5)                    |                          |       |            |            |  |  |       |       |
|  | Atlético Mineiro (pen)   | 1 (5)                    | Grêmio                   | 1     |            |            |  |  |       |       |
|  | 12 de janeiro - 10h30min |                          | Grêmio                   | 1     |            |            |  |  |       |       |
|  |                          | Palmeiras                | 0                        |       |            |            |  |  |       |       |
|  | Desportivo Brasil        | Palmeiras                | 0                        | 0     |            |            |  |  |       |       |
|  | Desportivo Brasil        | 14 de janeiro - 17h00min |                          | 0     |            |            |  |  |       |       |
|  | Fluminense (pro)         | 1                        |                          |       |            |            |  |  |       |       |
|  | Fluminense (pro)         | 1                        | Fluminense               | 1     |            |            |  |  |       |       |
|  | 12 de janeiro - 09h00min |                          | Fluminense               | 1     |            |            |  |  |       |       |
|  |                          | Palmeiras                | 2                        |       |            |            |  |  |       |       |
|  | Palmeiras (pen)          | Palmeiras                | 2                        | 2 (3) |            |            |  |  |       |       |
|  | Palmeiras (pen)          |                          |                          | 2 (3) |            |            |  |  |       |       |
|  | Vasco da Gama            | 2 (2)                    |                          |       |            |            |  |  |       |       |
|  | Vasco da Gama            | 2 (2)                    |                          |       |            |            |  |  |       |       |

### Quartas de final
| 12 de janeiro    | Grêmio                                        | 2 – 0 | Coritiba | Campo do Barcelona, Votorantim |
| 09h00min (UTC−2) | Igor 15' (1.º tempo) · Lucas 2' (2.º tempo) · | [ 5 ] |          |                                |

| 12 de janeiro    | Palmeiras                            | 2 – 2 | Vasco da Gama                          | Estádio do Sesi, Votorantim |
| 09h00min (UTC−2) | Hugo 3' (1.º tempo), 20' (1.º tempo) | [ 6 ] | Daniel 8' (1.º tempo), 14' (1.º tempo) |                             |

|  |       | Penalidades |
|  | 3 − 2 |             |

| 12 de janeiro    | Desportivo Brasil | 0 – 1 | Fluminense                           | Campo do Barcelona, Votorantim |
| 10h30min (UTC−2) |                   | [ 7 ] | Jackson 6' (2.º tempo - Prorrogação) |                                |

| 12 de janeiro    | Internacional           | 1 – 1 | Atlético Mineiro       | Estádio do Sesi, Votorantim |
| 10h30min (UTC−2) | William 29' (1.º tempo) | [ 8 ] | Yago 30+1' (2.º tempo) |                             |

|  |       | Penalidades |
|  | 3 − 5 |             |

### Semifinais
| 14 de janeiro    | Grêmio                                          | 2 – 0 | Atlético Mineiro | Estádio do Sesi, Votorantim |
| 15h30min (UTC−2) | Matheus 1' (2.º tempo) · Yuri 28' (2.º tempo) · | [ 9 ] |                  |                             |

| 14 de janeiro    | Fluminense                     | 1 – 2  | Palmeiras                                                | Estádio do Sesi, Votorantim |
| 17h00min (UTC−2) | Carlos Eduardo 30' (2.º tempo) | [ 10 ] | Lucas Nishioka 3' (1.º tempo) · Leonardo 14' (2.º tempo) |                             |

### Final
| 16 de janeiro    | Grêmio                            | 1 – 0  | Palmeiras | Estádio Domenico Paolo Metidieri, Votorantim |
| 17h00min (UTC−2) | Yuri 7' (1.º tempo - Prorrogação) | [ 11 ] |           |                                              |

## Premiação
| Copa Brasil de Futebol Infantil de 2010 |
| Rio Grande do Sul                       |
| --------------------------------------- |
| Grêmio Campeão (2.º título)             |